# Брюс, Эд
Уильям Эдвин Брюс (англ. William Edwin Bruce; 29 декабря 1939, Кейзер, Арканзас — 8 января 2021) — американский кантри-музыкант, композитор и актёр.
Он стал известен благодаря песням «Mamas Don’t Let Your Babies Grow Up to Be Cowboys» и «You’re the Best Break This Old Heart Ever Had». Кроме того, хитами становились композиции «After All», «Girls, Women and Ladies», «When You Fall In Love Everything’s A Waltz», «My First Taste of Texas», «Ever, Never Loving You», «The Last Cowboy Song».
Эд Брюс являлся самым успешным кантри-музыкантом. Он написал много песен для Тани Такер, Кристал Гейл, Вэйлона Дженнингса, Вилли Нельсона и для многих других артистов. Эд Брюс является христианином по вероисповеданию.

## Музыкальная карьера
Эд Брюс родился 29 декабря 1939 года в Кейзере, Арканзас. Его семья переехала в Мемфис, Теннеси, город стал родным домом для Брюса. В раннем возрасте Эд Брюс начал писать песни.
В 17 лет певец Брюс играл рокабилльные номера для Sun Records (знаменитый лейбл, где записывались Элвис Пресли, Джерри Ли Льюис, Джонни Кэш и Чарли Рич), сыгранные номера оказались весьма неплохими. В 1964 году уехал в Нашвилл и стал участником Marijohn Wilkins Singers. В 1966 году Брюс подписал контракт с RCA Records, и выпустил свой первый сингл «Walker’s Woods».
Его первой кавер-версией стала песня Monkees, «The Last Train To Clarksville».
Позднее Эд Брюс писал песни для музыкантов и работал бэк-вокалистом. В конце 1960-х годов Брюс записал «Song For Ginny» и «Everybody Wants to Get to Heaven» для RCA Records и Monument Records. А в 1973 году лейбл United Artists Records выпустил чартовый сингл «July, You’re a Woman».
Смены лейблов и активные записи синглов продолжались до 1975 года. В этом же году он выпустил сингл «Mamas Don’t Let Your Babies Grow Up to Be Cowboys» (рус. Мамы, не позволяйте вашим детям вырасти ковбоями), соавтором которого была Пэтси Брюс, сингл попал в топ-20 в США. Позже её исполнили дуэтом Вэйлон Дженнингс и Вилли Нельсон в 1977 году. «Mamas Don’t Let Your Babies Grow Up to Be Cowboys» была перепета Чарли Лувином, Тексом Риттером, Таней Такер и Кристал Гейл. Эд Брюс был номинирован на «Грэмми» и CMA Awards.
После небольшого затишья Эд Брюс записал альбом, The Last Cowboy Song (рус. Последняя песня ковбоя), который стал лучшим в творчестве музыканта, где он спел вместе с Вилли Нельсоном, композиции «Girls, Women and Ladies» и «(When You Fall in Love) Everything’s Waltz» вошли в топ-10. Сингл «You’re the Best Break This Old Heart Ever Had» стал хитом номер 1, «Ever, Never Lovin’ You», «After All» попали в лучшую пятёрку, точно известно, что «You Turn Me (Like a Radio)» и «Nights» заняли 4 место. Выпустив Night Things, Эд Брюс начал сниматься в фильмах. У Эда Брюса есть сын Трей Брюс, работающий как и его отец, автором песен и продюсером.
| - If I Could Just Go Home (1968) - Shades (1969) - Ed Bruce (1976) - Tennessean (1977) - Cowboys and Dreamers (1978) - One to One (1981) - Last Train to Clarksville (1982) - I Write It Down (1983) - You’re Not Leavin' Here Tonight (1983) - Tell 'em I’ve Gone Crazy (1984) - Greatest Hits (1985) - Night Things (1986) - Puzzles (1995) - Set Me Free (1997) - This Old Hat (2002) - 12 Classics (2003) - Changed (2004) - Sing About Jesus (2007) | - Bret Maverick (1981—1982) - The Last Days of Frank and Jesse James (1986) - «Кодекс мести» (1986) - Louis L’Amour’s Down the Long Hills (1986) - «День отцов» (1988) - Separated by Murder (1994) - XXX’s & OOO’s (1994) - Kingfish: A Story of Huey P. Long (1995) - A Horse for Danny (1995) - «Крутой Уокер: правосудие по-техасски» (1997) - «Огонь из преисподней» (1997) - The Outfitters (1999) - Blue Valley Songbird (1999) - «Мой друг» (2002) - A Father’s Rights (2008) - «Джонни Д.» (2009) — сенатор Кеннет Маккеллар - «Я ухожу — не плачь» (2010) - The Pardon (2011) |

## Публикации
- Country Music: the Rough Guide; Wolff, Kurt; Penguin Publishing
- LP Discography.com
- Bubbling Under The Hot 100 1959—1985, Record Research Inc., Menomonee Falls WI, 1992